# Nazionale femminile di hockey su pista della Svizzera
La Nazionale femminile di hockey su pista della Svizzera è la selezione femminile di hockey su pista che rappresenta la Svizzera in ambito internazionale.

Attiva dal 1994, opera sotto la giurisdizione della Federazione di pattinaggio della Svizzera.

## Palmarès
- Campionati d’Europa: 
  -  3º posto: 1995

## Partecipazioni

### Campionato del mondo
| Edizione               | Piazzamento      | G | V | P | S |
| ---------------------- | ---------------- | - | - | - | - |
| Springe 1992           | Non partecipante | - | - | - | - |
| Tavira 1994            | 8º posto         | 7 | 3 | 0 | 4 |
| Sertãozinho 1996       | Non partecipante | - | - | - | - |
| Buenos Aires 1998      | Non partecipante | - | - | - | - |
| Marl 2000              | 7º posto         | 6 | 3 | 0 | 3 |
| Paços de Ferreira 2002 | 9º posto         | 6 | 3 | 1 | 2 |
| Wuppertal 2004         | Non partecipante | - | - | - | - |
| Santiago del Cile 2006 | 13º posto        | 3 | 0 | 0 | 3 |

| Edizione        | Piazzamento      | G | V | P | S |
| --------------- | ---------------- | - | - | - | - |
| Honjō 2008      | Non partecipante | - | - | - | - |
| Alcobendas 2010 | 10º posto        | 6 | 3 | 0 | 3 |
| Recife 2012     | 9º posto         | 7 | 5 | 0 | 2 |
| Tourcoing 2014  |                  |   |   |   |   |

### Campionato europeo
| Edizione      | Piazzamento      | G | V | P | S |
| ------------- | ---------------- | - | - | - | - |
| Eldagsen 1989 | 6º posto         | 6 | 1 | 0 | 5 |
| Ginevra 1991  | 7º posto         | 8 | 3 | 0 | 5 |
| Molfetta 1993 | Non partecipante | - | - | - | - |
| Oviedo 1995   | 3º posto         | 6 | 2 | 2 | 2 |
| São João 1997 | 6º posto         | 6 | 1 | 0 | 5 |
| Springe 1999  | 6º posto         | 7 | 4 | 0 | 3 |
| Molfetta 2001 | 7º posto         | 6 | 0 | 1 | 5 |
| Coutras 2003  | 7º posto         | 6 | 0 | 0 | 6 |

| Edizione        | Piazzamento      | G | V | P | S |
| --------------- | ---------------- | - | - | - | - |
| Mira 2005       | 6º posto         | 5 | 0 | 0 | 5 |
| Alcoròn 2007    | 5º posto         | 5 | 1 | 0 | 4 |
| Saint-Omer 2009 | 5º posto         | 5 | 1 | 0 | 4 |
| Wuppertal 2011  | 5º posto         | 4 | 0 | 0 | 4 |
| Mieres 2013     | Non partecipante | - | - | - | - |